# ヤマハ藤田
株式会社ヤマハ藤田（やまはふじた）は、兵庫県姫路市に所在するマリーナ施設の経営およびコンサルタント業務などを行っている会社である。

## 概要
マリーナ施設の経営およびコンサルタント業務のほか、小型船舶操縦士免許教習所の運営や新艇・中古艇（ボート、ヨットやディーゼルエンジン）の販売・修理などを展開している。
ヤマハ発動機の兵庫県総代理店として二輪部門が創業・設立したのち、ボート代理店としてマリン事業が独立し誕生した、関西最大規模のマリンサービス企業。

## 事業内容詳細[2]
- ヨットハーバーなどのマリーナ施設の経営およびコンサルタント業務
- ライセンス事業（小型船舶操縦士免許教習所）
- 新艇・中古艇（ボート、ヨット、ウォータービークル、和船、漁船、船外機、ディーゼルエンジン）の販売・修理および輸出入業務
- マリン用品・マリンウェアの販売
- 法定検査と諸手続き
- 小型船舶海技免状の講習及び更新所手続き
- レンタル事業
- レストラン事業
- 係留・保管に関する情報提供
- その他船舶に関する業務
- 海洋教育プロジェクト（マリンアカデミー）

### 海洋教育プロジェクト（マリンアカデミー）
年齢問わずあらゆるユーザーに「海の楽しさ」を知ってもらうため、マリーナ施設を使用したカヤック・ボート体験や海洋専門家による冒険授業などの「マリンアカデミー」を定期的に開催。須磨海岸一帯の魅力向上に力を入れている。
2019年6月には、子どもたちが海を安全に楽しむ方法が学べる新プロジェクトが開校。。このプログラムではライフジャケットの着用体験や、海にある危険なポイントの指南など、子どもたちが海で身を守るために役立つさまざまなレクチャーを行っている。
さらに、海洋文化の普及と地域貢献・将来の海洋人育成にも取り組んでいる。

## 沿革
- 1950年（昭和25年）-株式会社藤田商会を創業。
- 1962年（昭和37年）-株式会社ヤマハ藤田として設立。
- 1970年（昭和45年）- ヤマハ発動機のボート代理店として、マリン事業部を設立。
- 1999年（平成11年）-小型船舶操縦士免許教習所事業を開始。
- 2006年（平成18年）-一般社団法人神戸港振興協会と共同で、神戸市立須磨ヨットハーバーの運営を開始[6]。
- 2013年（平成27年）-USA Regal Boatsの日本正規販売ディーラーとしてREGAL JAPANの運営を開始。
- 2018年（平成30年）-須磨ヨットハーバー内にカフェアンドダイニング「NORTHSHORE（ノースショア）」をオープン、運営開始[7][8]。

## 受賞歴
- 小型船舶操縦士免許の国内合格者数全国1位（2016年・2017年の2年連続[9]）